# Casino de Pau
Le casino de Pau est situé au nord de Pau, à proximité de la sortie d'autoroute. Il propose, en plus des jeux, un restaurant, un bar et un espace réservé aux évènements publics comme privés (séminaires, réceptions, etc).

## Histoire
Le Casino a déménagé en mai 2019 dans de nouveaux locaux du nord de la ville. Il se situait auparavant dans l'enceinte du Palais Beaumont édifié en 1900 par l'architecte Émile Bertrand. À la fin des années 2000, il est l'objet d'une rénovation visant à rendre l'architecture plus contemporaine. Le nouveau Palais Beaumont est inauguré le 21 janvier 2000.